# Новогригорівка (Нижньогірський район)
Новогриго́рівка (крим. Novoğrığorivka) — село Білогірського району Автономної Республіки Крим.
Центр Новогригорівської сільської ради.
Відстань від райцентру до населеного пункта становить 44 кілометрів по прямій.